# Lista de prefeitos de Jandira
Esta é a galeria de prefeitos e vice–prefeitos democraticamente eleitos de Jandira, município brasileiro localizado no estado de São Paulo, desde a data de sua emancipação político-administrativa junto ao município de Cotia, aprovada por referendo popular em 8 de dezembro de 1963.
| N.º | Nome                               | Imagem               | Partido político            | Vice–prefeito                              | Início do mandato      | Fim do mandato                       | Observações                                                         |
| --- | ---------------------------------- | -------------------- | --------------------------- | ------------------------------------------ | ---------------------- | ------------------------------------ | ------------------------------------------------------------------- |
| 1   | Oswaldo Sammartino                 |                      | PDC                         | João Ribeiro Júnior (PSD)                  | 7 de março de 1965     | 30 de janeiro de 1969                | Eleição municipal de Jandira em 1964                                |
| 2   | Clécio Soldé                       |                      | MDB                         | Alan Kardec Roberto de Albuquerque (ARENA) | 31 de janeiro de 1969  | 30 de janeiro de 1973                | Eleição municipal de Jandira em 1968                                |
| 3   | Alan Kardec Roberto de Albuquerque |                      | ARENA                       | Manoel Alves (ARENA)                       | 31 de janeiro de 1973  | 30 de janeiro de 1977                | Eleição municipal de Jandira em 1972                                |
| 4   | Dorvalino Abílio Teixeira          |                      | MDB                         | Mauri Sebastião Barufi (MDB)               | 31 de janeiro de 1977  | 31 de janeiro de 1983                | Eleição municipal de Jandira em 1976                                |
| 5   | José Roberto Piteri                |                      | PMDB                        | João Ribeiro Júnior (PMDB)                 | 1 de fevereiro de 1983 | 31 de dezembro de 1988               | Eleição municipal de Jandira em 1982                                |
| 6   | Walderi Braz Paschoalin            |                      | PSDB                        | Manoel Nascimento de Souza (PSDB)          | 1 de janeiro de 1989   | 31 de dezembro de 1992               | Eleição municipal de Jandira em 1988                                |
| 7   | José Roberto Piteri                |                      | PMDB                        | Manoel Alves Costa (PMDB)                  | 1 de janeiro de 1993   | 31 de dezembro de 1996               | Eleição municipal de Jandira em 1992                                |
| 8   | Walderi Braz Paschoalin            |                      | PSDB                        | Alcides Pedro Siqueira Filho (PFL)         | 1 de janeiro de 1997   | 31 de dezembro de 2000               | Eleição municipal de Jandira em 1996                                |
| 9   | Paulo Bururu Henrique Barjud       |                      | PT                          | Altamir de Souza Viana (PTdoB)             | 1 de janeiro de 2001   | 31 de dezembro de 2004               | Eleição municipal de Jandira em 2000                                |
| 9   | Paulo Bururu Henrique Barjud       | 1 de janeiro de 2005 | PT                          | Altamir de Souza Viana (PTdoB)             | 31 de dezembro de 2008 | Eleição municipal de Jandira em 2004 |                                                                     |
| 10  | Walderi Braz Paschoalin            |                      | PSDB                        | Anabel Sabatine (PSDB)                     | 1 de janeiro de 2009   | 10 de dezembro de 2010               | Eleição municipal de Jandira em 2008                                |
| 11  | Anabel Sabatine                    |                      | PSDB                        | –                                          | 10 de dezembro de 2010 | 31 de dezembro de 2012               | Vice–prefeita eleita assumiu Prefeitura após assassinato do titular |
| 12  | Geraldo Teotônio da Silva          |                      | PV                          | Lurdete Vendrame Kummer (PSD)              | 1 de janeiro de 2013   | 31 de dezembro de 2016               | Eleição municipal de Jandira em 2012                                |
| 13  | Paulo Fernando Barufi da Silva     |                      | PTB                         | Manoel Domingues (PTB)                     | 1 de janeiro de 2017   | 31 de dezembro de 2020               | Eleição municipal de Jandira em 2016                                |
| 14  | Henri Hajime Sato                  |                      | PSDB                        | Carlos Eduardo Piteri (PSDB)               | 1 de janeiro de 2021   | 31 de dezembro de 2024               | Eleição municipal de Jandira em 2020                                |
| 14  | Henri Hajime Sato                  | PSD                  | Carlos Eduardo Piteri (PSD) | 1 de janeiro de 2025                       | Atualidade             | Eleição municipal de Jandira em 2024 |                                                                     |